# Cage (Kroatië)
Cage is een plaats in de gemeente Okučani in de Kroatische provincie Brod-Posavina. De plaats telt 437 inwoners (2001).